# Калофилови
Калофиловите (Calophyllaceae) са семейство растения от разред Малпигиецветни (Malpighiales).
Таксонът е описан за пръв път от шведския ботаник Якоб Георг Агард през 1858 година.

## Родове
- Calophyllum
- Caraipa
- Clusiella
- Endodesmia
- Haploclathra
- Kayea
- Kielmeyera
- Lebrunia
- Mahurea
- Mammea
- Marila
- Mesua
- Neotatea
- Poeciloneuron